# Torre del Granizo
La Torre del Granizo, también conocida como Torre de la Punta de la Galera, o como Torre del Tesorillo, es una atalaya ubicada en una elevación entre Almuñécar y Taramay, en el extremo oriental de Velilla. Ha quedado oculta entre las urbanizaciones que se han construido, de manera que ya no se domina desde ella con la vista la playa de Velilla. Fue construida a mediados del siglo XIV.

## Descripción
La planta de la torre es cuadrada, de 5,20 metros de lado, muy similar a la Torre del Homenaje del Castillo de San Miguel. Su obra es de mampostería, y fue aparentemente enlucida. Carece de cantería en las esquinas. La argamasa está compuesta de abundante árido, estando el aparejo formado por lo general por esquistos aplanados, y observándose ripios.
Se desconoce la fisonomía de la parte superior de la torre, pues solo se ha conservado una parte, que muestra una altura en el parapeto de hormigón de hasta 1'80 m. Hacia el Sureste tiene un agujero que conformaría el hueco de la chimenea, aprovechando la parte más débil del muro.

## Historia
Se debió de construir durante el siglo XIV por los árabes, al parecer para controlar alguna pequeña población de pescadores en la zona de Velilla-Taramay. Durante el reinado de los Reyes Católicos sería abandonada, al no poder mantener, por su posición, contacto visual directo con la torre de la Punta de Velilla. En el siglo XVI sería transformada. Hacia el siglo XVIII perdería importancia, al construirse otras fortificaciones en sus inmediaciones como el Fortín de Velilla, hasta quedar totalmente abandonada. Pese a ello, se han conservado bastante bien.